# Sport au Texas
Le football américain est depuis longtemps le sport le plus populaire dans l’État. De nombreux sportifs de haut niveau sont originaires du Texas ou ont début leur carrière dans cet État. Dallas est l’une des rares villes des États-Unis qui possède des équipes professionnelles dans les principales organisations sportives : NBA, NFL, MLB et LNH.

## Football américain
Beaucoup de Texans se passionnent pour le football américain comme supporters ou comme joueurs. Ils suivent avec attention les championnats universitaire et professionnel. Le Texas possède deux franchises dans la National Football League : les Texans de Houston et les Cowboys de Dallas, qui ont remporté le Superbowl des saisons 1971, 1992, 1993 et 1995.

## Baseball
Deux équipes de baseball évoluent dans la Major League Baseball : les Rangers du Texas pour Dallas et les Astros de Houston. Les Cats de Fort Worth appartiennent à la Minor league baseball. Le baseball universitaire est également très suivi avec les équipes de l’université Rice, de l’université du Texas, et de l’université Baylor qui jouent dans les College World Series.

## Basket-ball
Le Texas abrite trois équipes de basket-ball de la NBA : les Rockets de Houston, les Spurs de San Antonio et les Mavericks de Dallas. Les trois équipes ont déjà remporté les finales NBA, les Rockets en 1994 et 1995, les Spurs en 1999, 2003, 2005, 2007 et 2014, et les Mavericks en 2011.
En outre, il existe deux équipes féminines de la WNBA : les Comets de Houston et les Silver Stars de San Antonio. Les Comets ont remporté le premier tour du championnat de la WNBA pour les saisons 1997 et 2000.

## Hockey sur glace
Le hockey sur glace est devenu un sport qui compte dans l’agglomération de Dallas-Fort Worth depuis que l’équipe des North Stars du Minnesota est devenue celle des Stars de Dallas en 1993. En 1948, les Houston Skippers de la USHL ont remporté la  Coupe Louden grâce à leur entraîneur Toe Blake. Les Aeros de Houston ont quanta eux gagné la coupe Turner en 1999 et la coupe Calder en 2003, ainsi que deux coupes Avco dans l'Association mondiale de hockey. Le Rampage de San Antonio joue également dans la Ligue américaine de hockey, et une troisième équipe, les Stars du Texas, devrait l’intégrer en 2009 ou 2010 à  Cedar Park. Le Texas possède sept des 17 équipes de la Ligue centrale de hockey.

## Sport universitaire

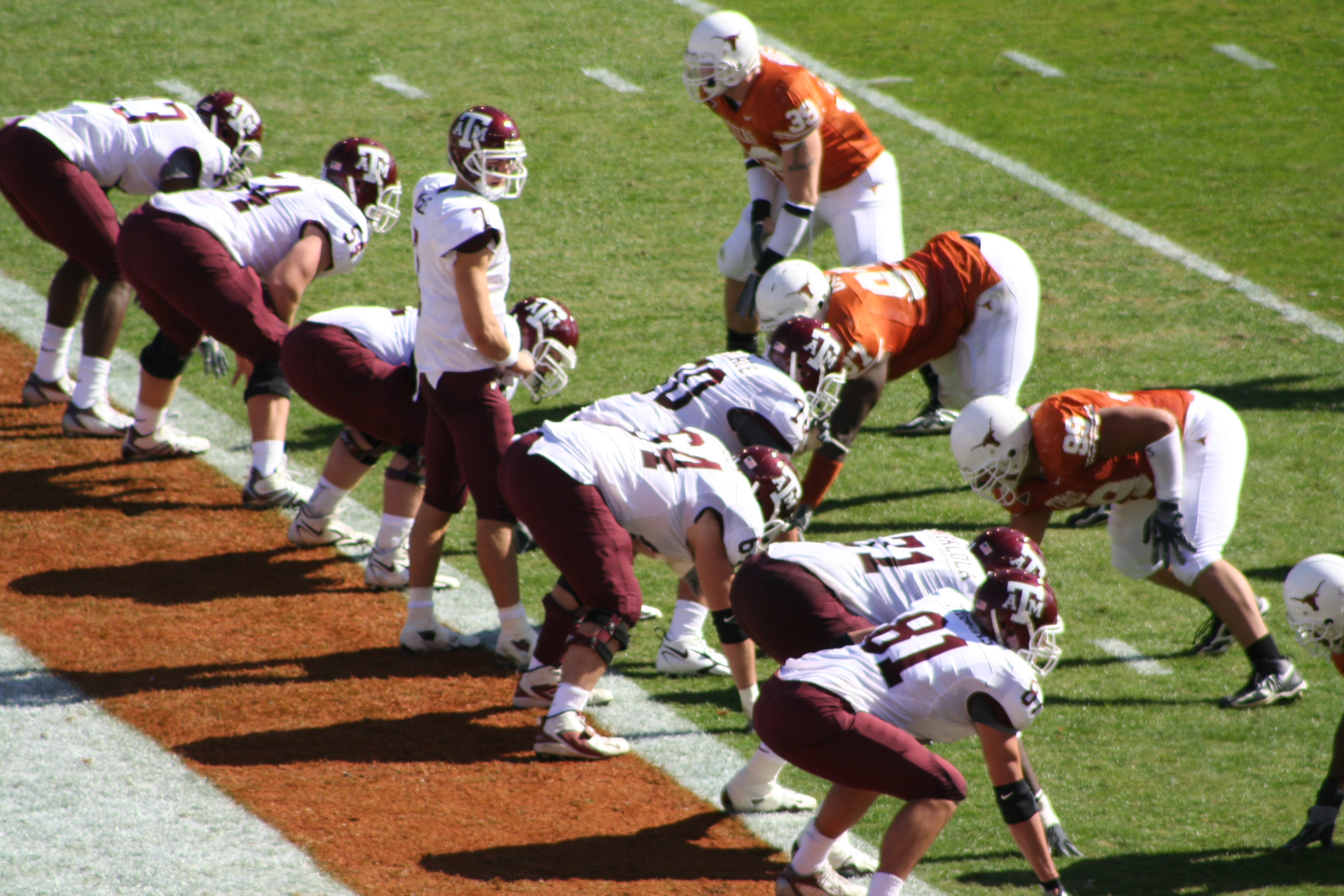
Un match de football américain universitaire au Darrell K. Royal-Texas Memorial Stadium (2006)

La plupart des universités texanes ont une tradition sportive. De nombreuses équipes font partie de la Division I, le plus haut championnat de sport universitaire des États-Unis, dans la Big 12 Conference : les Baylor Bears, les Texas A&M Aggies, les Texas Longhorns et les Texas Tech Red Raiders.
Dans le club omnisports universitaire des Baylor Bears (université de Baylor), la plus fameuse équipe est celle d'athlétisme qui fut dirigée par l'entraîneur Clyde Hart pendant 42 ans. Les médaillés d'or olympiques Michael Johnson, Jeremy Wariner et Darold Williamson sont issus de cette équipe.
Dans les Texas Longhorn Athletics (université du Texas à Austin), l’équipe de football américain a remporté quatre titres nationaux au cours de son histoire. Aujourd’hui, elle joue au Darrell K. Royal-Texas Memorial Stadium, enceinte de 85 123 places inaugurée le 27 novembre 1924.
Les Texas Aggie Athletics  sont le club de l'université Texas A&M à College Station (Texas). La plus fameuse équipe des Aggie Athletics est celle de football américain qui fut championne nationale en 1939. Ils évoluent au Kyle Field, enceinte de 82 600 places inaugurée en 1927. Les équipes masculines et féminines disputent leur matchs à domicile à la Reed Arena, salle de 12 500 places inaugurée le 22 novembre 1998. Son record d'affluence pour un match de basket-ball est de 13 176 spectateurs le 1er mars 2006 à l'occasion du choc face aux rivaux de toujours, les Texas Longhorn Athletics.
Les Texas Tech Red Raiders jouent pour l'université de Texas Tech. La plus fameuse équipe des Red Raiders est celle de football américain qui utilise le Jones AT&T Stadium, enceinte de 53 000 places inaugurée en 1947. Emmenée par Sheryl Swoopes, l'équipe féminine de basket-ball a remporté le titre national en 1993.
En plus des quatre équipes de la Big 12 Conference, six autres équipes texanes jouent dans la Bowl Sub-Division : les TCU Horned Frogs de la  Mountain West Conference ; les SMU Mustangs, les Houston Cougars, les Rice Owls et les UTEP Miners, tous dans la Conference USA ; enfin, les  North Texas Mean Green sont inscrits dans la Sun Belt Conference.

## Rodéo
D’origine hispanique, le rodéo est devenu le sport officiel de l’État du Texas. La première compétition mondiale de rodéo eut lieu le 4 juillet 1883 à  Pecos. L'une des associations de rodéo sur taureau est la Professional Bull Riders (PBR). Le plus grand rodéo d’Amérique se déroule chaque année au Reliant Park de Houston (Houston Livestock Show and Rodeo) entre la fin de février et le début de mars. Il s’accompagne de concerts et de festivités pendant une vingtaine de jours. D’autres villes organisent des événements similaires : State Fair of Texas (Dallas), Fort Worth Livestock Show and Rodeo, Mesquite Championship Rodeo, San Antonio Stock Show & Rodeo par exemple.

## Autres sports
Le golf, la pêche et les courses automobiles sont les autres sports populaires au Texas. Le Texas Motor Speedway de Fort Worth est un circuit utilisé en NASCAR depuis 1997.
La crosse pratiquée avant l’arrivée des Blancs en Amérique par les Amérindiens, rencontre également de plus en plus de succès. Le football est pratiqué par les enfants, mais est moins suivi que le football américain. Il existe pourtant deux équipes qui évoluent dans la Major League Soccer : les Houston Dynamo et le FC Dallas.

## Les principales infrastructures sportives du Texas
- Reliant Stadium à Houston : 69 500 places
- Texas Stadium à Irving dans la banlieue de Dallas 65 600 places ; sera remplacé par le Cowboys Stadium en construction (80 000 à 100 000 places)
- Alamodome à San Antonio (65 000 à 72 000 places)
- Stades de baseball : Rangers Ballpark à Arlington (48 900 places, banlieue de Dallas) ; Minute Maid Park (40 900 places)

## Les principales équipes de sport du Texas
| Club                 | Sport              | Ligue | Stade/enceinte           | Date de fondation |
| -------------------- | ------------------ | ----- | ------------------------ | ----------------- |
| Astros de Houston    | Baseball           | LMB   | Minute Maid Park         | 1963              |
| Rangers du Texas     | Baseball           | LMB   | Rangers Ballpark         | 1961              |
| Mavericks de Dallas  | Basket-ball        | NBA   | American Airlines Center | 2001              |
| Rockets de Houston   | Basket-ball        | NBA   | Toyota Center            | 1967              |
| Spurs de San Antonio | Basket-ball        | NBA   | AT&T Center              | 1967              |
| Texans de Houston    | Football américain | NFL   | Reliant Stadium          | 2002              |
| Cowboys de Dallas    | Football américain | NFL   | Cowboys Stadium          | 1960              |
| Stars de Dallas      | Hockey sur glace   | LNH   | American Airlines Center | 2001              |
| Dynamo de Houston    | Soccer             | MLS   | Robertson Stadium        | 2005              |
| FC Dallas            | Soccer             | MLS   | Pizza Hut Park           | 1996              |